# Parabole du semeur

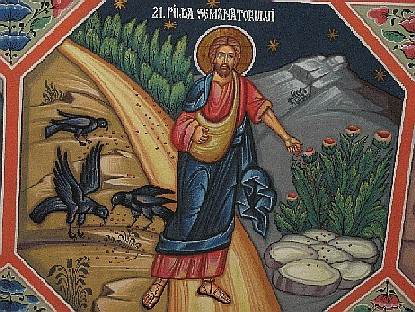
Fresque transylvanienne. Une icône représentant le semeur. Dans la Cathédrale de la Dormition-de-la-Mère-de-Dieu de Cluj-Napoca, Roumanie.

La parabole du semeur est une parabole évangélique racontée dans les trois Évangiles synoptiques : Matthieu XIII, 1-23 ; Marc IV, 1-20 ; Luc VIII, 4-15 (ainsi que dans l'Évangile apocryphe selon Thomas).
Le semeur, qui représente Jésus, jette les graines dont certaines tombent sur le bord du chemin, sur les roches et dans des buissons d'épines, et la semence est donc perdue; en revanche lorsqu'elles tombent dans de la bonne terre, elles produisent du fruit jusqu'au centuple.

## Textes
- Version selon saint Matthieu[2]:

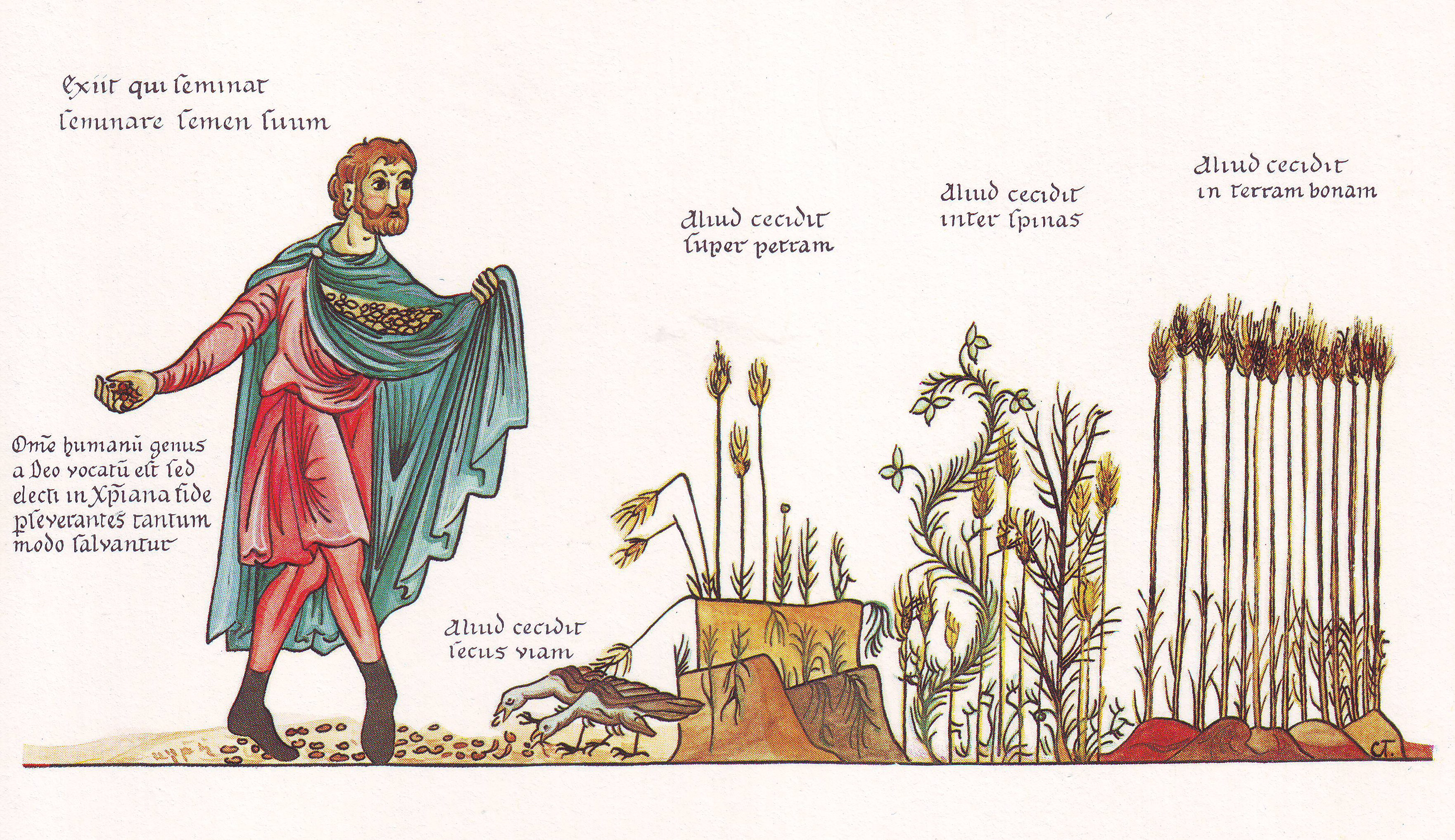
La parabole du semeur dans lHortus Deliciarum par Herrade de Landsberg et ses moniales au couvent de Hohenbourg (mont Sainte-Odile).

3 « Voici, disait-il, que le semeur est sorti pour semer. Et comme il semait, des grains sont tombés au bord du chemin, et les oiseaux, étant venus, ont tout mangé. D'autres sont tombés sur des endroits pierreux, où ils n'avaient pas beaucoup de terre, et aussitôt ils ont levé, parce qu'ils n'avaient pas de profondeur de terre: mais, le soleil s'étant levé, ils ont été brûlés, et faute de racines, ils se sont desséchés. D'autres sont tombés sur les épines, et les épines ont monté et les ont étouffés. Mais d'autres sont tombés sur de la bonne terre, et ils ont donné du fruit, l'un cent, l'autre soixante, l'autre trente. Entende, qui a des oreilles !
10 Et, s'avançant, les disciples lui dirent : « Pourquoi leur parles-tu en paraboles ? » Et, répondant, il dit : « Parce qu'à vous il a été donné de connaître les mystères du Royaume des Cieux, mais à ceux-là ce n'a pas été donné. Car quiconque a, on lui donnera et il aura en surabondance, mais quiconque n'a pas, même ce qu'il a lui sera enlevé. Voilà pourquoi je leur parle en paraboles : parce qu'ils voient sans voir et qu'ils entendent sans entendre. Et pour eux s'accomplit la promesse d'Isaïe qui dit : Vous serez tout oreilles et ne comprendrez pas, vous regarderez de tous vos yeux et vous ne verrez pas, car le cœur de ce peuple s'est épaissi, ils sont devenus durs d'oreille, ils ont fermé les yeux, de peur qu'ils ne voient de leurs yeux, n'entendent de leurs oreilles, ne comprennent avec leur cœur, et qu'ils ne se convertissent. Et je les aurais guéris !
Mais vous, heureux vos yeux, parce qu'ils voient, et vos oreilles, parce qu'elles entendent ! Car en vérité je vous dis que beaucoup de prophètes et de justes ont désiré voir ce que vous voyez, et ils ne l'ont pas vu, entendre ce que vous entendez, et ils ne l'ont pas entendu !
18 Vous donc, écoutez la parabole du semeur. Chaque fois qu'un homme entend la Parole du Royaume sans la comprendre, arrive le Mauvais qui emporte ce qui a été semé dans son cœur; c'est celui qui a reçu la semence au bord du chemin. Celui qui a reçu la semence sur les endroits pierreux, c'est celui qui entend la Parole et aussitôt la reçoit avec joie, mais il n'a pas de racine en lui-même, il est, au contraire, l'homme d'un moment; survienne une tribulation ou une persécution à cause de la Parole, aussitôt il trébuche. Celui qui a reçu la semence dans les épines, c'est celui qui entend la parole, et le souci du monde et la duperie de la richesse étouffent la Parole, qui devient stérile. Et celui qui a reçu la semence sur la bonne terre, c'est celui qui entend la Parole et la comprend : et celui-là porte du fruit et produit l'un cent, l'autre soixante, l'autre trente. » » 

## Textes anciens
Jean Chrysostome, Commentaire sur l'Évangile selon saint Matthieu, in « Œuvres complètes », traduction de M. Jeannin, Bar-Le-Duc, Éditions Guérin, 1865.
Augustin d'Hippone, Sermon LXXIII "Le bon grain et l'ivraie", in « Sermons sur l'Écriture », traduction de l'abbé Jean-Baptiste Raulx, Éditions Robert Laffont, collection « Bouquins », 2014.